# Храмы Владимира
Список храмов включает православные, католические и протестантские соборы, церкви, дома молитвы, а также синагоги, мечети и другие культовые здания, находящихся на территории города Владимира в современных его границах.
Легенда:
- Действующие;
- Сохранившиеся, но недействующие;
- Несохранившиеся;

| Конфессия                                  | Название                                                                                           | Дата постройки                                                    | Адрес                                                                         | Координаты                      | Фото |
| ------------------------------------------ | -------------------------------------------------------------------------------------------------- | ----------------------------------------------------------------- | ----------------------------------------------------------------------------- | ------------------------------- | ---- |
| Пятидесятническая церковь                  | Местная религиозная организация христиан веры евангельской "Владимирская церковь «Свет миру»       |                                                                   | Большая Нижегородская улица, 27Г                                              |                                 |      |
| Армянская апостольская церковь             | Церковь Св. Григория Просветителя (Григора Лусаворича)                                             | -                                                                 | улица Погодина, 10                                                            | 56°09′28″ с. ш. 40°23′08″ в. д. |      |
| Баптизм                                    | Община евангельских христиан-баптистов                                                             | -                                                                 | Гражданская улица, 1б                                                         | 56°07′36″ с. ш. 40°27′10″ в. д. |      |
| Веслианская церковь                        | Веслианская церковь                                                                                | -                                                                 | улица Токарева, 8                                                             | 56°08′28″ с. ш. 40°23′07″ в. д. |      |
| Ислам                                      | Владимирская соборная мечеть (Мечеть Махалля)                                                      | 2011                                                              | Добросельская улица, 164                                                      | 56°09′55″ с. ш. 40°28′50″ в. д. |      |
| Католицизм                                 | Приход Святого Розария Пресвятой Девы Марии (Храм Святого Розария)                                 | 1894                                                              | улица Гоголя, 12                                                              | 56°07′30″ с. ш. 40°23′42″ в. д. |      |
| Православие                                | Церковь Авраамия Болгарского                                                                       | не ранее 2003                                                     | пос. Энергетик, Совхозная улица, 2                                            | 56°05′43″ с. ш. 40°11′55″ в. д. |      |
| Православие                                | Церковь Александра Невского при мужской гимназии во Владимире                                      | 1841                                                              | Большая Московская улица, 35                                                  | 56°07′47″ с. ш. 40°24′29″ в. д. |      |
| Православие                                | Часовня Александра Невского                                                                        | 2002                                                              | мкрн. Юрьевец, Ноябрьская улица, 17Б                                          | 56°05′58″ с. ш. 40°16′28″ в. д. |      |
| Православие                                | Церковь Константина и Елены в Алексиевском Константино-Еленинском мужском монастыре                | Между 1765 и 1770                                                 | Константино-Еленинский пр., 8                                                 | 56°09′32″ с. ш. 40°28′39″ в. д. |      |
| Православие                                | Церковь Андрея Стратилата                                                                          | Между 1880 и 1887                                                 | мкрн. Оргтруд, Октябрьская улица, 17                                          | 56°10′54″ с. ш. 40°36′24″ в. д. |      |
| Православие                                | Церковь Афанасия Ковровского при православной гимназии                                             | Между 2001 и 2008                                                 | Суздальская улица, 14                                                         | 56°08′22″ с. ш. 40°24′59″ в. д. |      |
| Православие                                | Домовая церковь Феофана Затворника в Богородице-Рождественском мужском монастыре                   | ?                                                                 | Большая Московская улица, 68                                                  | 56°07′54″ с. ш. 40°24′48″ в. д. |      |
| Православие                                | Надвратная церковь Александра Невского в Богородице-Рождественском мужском монастыре               | ?                                                                 | улица 3 Интернационала, 68                                                    | 56°07′54″ с. ш. 40°24′48″ в. д. |      |
| Православие                                | Надвратная церковь Иоанна Предтечи в Богородице-Рождественском мужском монастыре                   | 2007-2011                                                         | Большая Московская улица, 68                                                  | 56°07′54″ с. ш. 40°24′48″ в. д. |      |
| Православие                                | Собор Рождества Пресвятой Богородицы в Богородице-Рождественском мужском монастыре                 | 2004                                                              | Большая Московская улица, 68                                                  | 56°07′54″ с. ш. 40°24′48″ в. д. |      |
| Православие                                | Церковь Александра Невского в колокольне монастыря в Богородице-Рождественском мужском монастыре   | 2003-2006                                                         | Большая Московская улица, 68                                                  | 56°07′54″ с. ш. 40°24′48″ в. д. |      |
| Православие                                | Часовня Николая Чудотворца в Богородице-Рождественском мужском монастыре                           | ?                                                                 | Большая Московская улица, 68                                                  | 56°07′54″ с. ш. 40°24′48″ в. д. |      |
| Православие                                | Церковь Введения во храм Пресвятой Богородицы при женском епархиальном училище                     | 1864-1914                                                         | улица Луначарского, 3                                                         | 56°08′07″ с. ш. 40°24′24″ в. д. |      |
| Православие                                | Часовня Веры, Надежды, Любови и матери их Софии                                                    | Между 1990 и 2010                                                 | мкрн. Мостострой, Набережная улица                                            | 56°03′24″ с. ш. 40°22′05″ в. д. |      |
| Православие                                | Церковь Владимира равноапостольного (Князь-Владимирская церковь)                                   | после 1785                                                        | Большая Нижегородская улица, 71а                                              | 56°08′35″ с. ш. 40°26′16″ в. д. |      |
| Православие                                | Церковь Владимирской иконы Божией Матери при Архиерейской резиденции                               | 1984                                                              | Вишнёвая улица, 26                                                            | 56°07′01″ с. ш. 40°23′14″ в. д. |      |
| Православие                                | Часовня Владимирской иконы Божией Матери при областной больнице                                    | 2009-2012                                                         | Судогодское шоссе, 33б                                                        | 56°06′10″ с. ш. 40°26′21″ в. д. |      |
| Православие                                | Церковь Вознесения Господня                                                                        | 1724                                                              | Вознесенская улица, 14а                                                       | 56°07′16″ с. ш. 40°23′50″ в. д. |      |
| Православие                                | Церковь Воскресения Христова на Судогодском шоссе                                                  | 2009-2012                                                         | Судогодское шоссе                                                             | 56°06′18″ с. ш. 40°26′27″ в. д. |      |
| Православие                                | Церковь Воскресения Христова                                                                       | Между 1789 и 1810                                                 | улица Батурина, 8а                                                            | 56°08′10″ с. ш. 40°24′33″ в. д. |      |
| Православие                                | Церковь Всех святых в земле Владимирской просиявших                                                | Между 2007 и 2014                                                 | мкрн. Юрьевец, Рябиновая улица, нечетная сторона                              | 56°06′10″ с. ш. 40°16′41″ в. д. |      |
| Православие                                | Домовая церковь Всех Святых                                                                        | Между 1997 и 1999                                                 | мкрн. Юрьевец, Институтский городок, 18                                       | 56°06′31″ с. ш. 40°17′03″ в. д. |      |
| Православие                                | Церковь иконы Божией Матери «Всех скорбящих Радость»                                               | ?                                                                 | улица 9-го января, 5а, ФГУ ИЗ-331 (СИЗО-1)                                    | 56°07′36″ с. ш. 40°22′25″ в. д. |      |
| Православие                                | Церковь Гавриила Архангела                                                                         | 2009-2010                                                         | Судогодское шоссе, 23д                                                        | 56°06′10″ с. ш. 40°26′25″ в. д. |      |
| Православие                                | Церковь Георгия Победоносца                                                                        | 1783-1796                                                         | Георгиевская улица, 6                                                         | 56°07′37″ с. ш. 40°24′08″ в. д. |      |
| Православие                                | Часовня Димитрия Донского на заводе «Точмаш»                                                       | 2003                                                              | Северная улица, 1, ПО завод «Точмаш»                                          | 56°09′05″ с. ш. 40°26′15″ в. д. |      |
| Православие                                | Собор Димитрия Солунского (Дмитриевский собор)                                                     | 1191 или 1192—1194                                                | Большая Московская улица, 60                                                  | 56°07′44″ с. ш. 40°24′39″ в. д. |      |
| Православие                                | Домовая церковь Елисаветы Феодоровны при Владимирской городской клинической больнице скорой помощи | 1913-1914                                                         | улица Горького, 5, корп. Красный крест                                        | 56°08′05″ с. ш. 40°24′13″ в. д. |      |
| Православие                                | Церковь Иоакима и Анны в Лунево                                                                    | Между 1999 и 2004                                                 | мкрн. Лунёво, Лунёвская улица                                                 | 56°09′22″ с. ш. 40°35′59″ в. д. |      |
| Православие                                | Церковь Илии Пророка                                                                               | 1905                                                              | улица Полины Осипенко, 66а                                                    | 56°09′50″ с. ш. 40°25′00″ в. д. |      |
| Православие                                | Церковь Иоанна Кронштадтского                                                                      | Между 1994 и 1997                                                 | улица Полины Осипенко, 49, учреждение ОД-1/3, жилой корпус                    | 56°09′33″ с. ш. 40°24′32″ в. д. |      |
| Православие                                | Церковь Казанской иконы Божией Матери                                                              | Между 2007 и 2008                                                 | улица Чайковского, 1а                                                         | 56°07′15″ с. ш. 40°21′48″ в. д. |      |
| Православие                                | Домовая церковь Кирилла и Мефодия Владимирского государственного университета                      | Между 2000 и 2008                                                 | улица Белоконской, 5, корп. 2                                                 | 56°08′48″ с. ш. 40°22′28″ в. д. |      |
| Православие                                | Собор Успения Пресвятой Богородицы в Княгинином женском монастыре                                  | между приблизительно 1490 и приблизительно 1510 или 1520-е-1530-е | пос. Воровского, 37а                                                          | 56°07′53″ с. ш. 40°23′55″ в. д. |      |
| Православие                                | Церковь Казанской иконы Божией Матери в Княгинином женском монастыре                               | 1789 или нач. XVI в.                                              | пос. Воровского, 37                                                           | 56°07′53″ с. ш. 40°23′55″ в. д. |      |
| Православие                                | Церковь Михаила Архангела в Красном селе                                                           | не ранее 1788                                                     | Красносельская улица, 93                                                      | 56°09′44″ с. ш. 40°26′43″ в. д. |      |
| Православие                                | Церковь Михаила Архангела на Студёной Горе                                                         | 1891-1893                                                         | улица Студёная гора, 1а                                                       | 56°07′29″ с. ш. 40°23′13″ в. д. |      |
| Православие                                | Часовня иконы Божией Матери «Неопалимая Купина»                                                    | 2009-2010                                                         | улица Горького, у дома 46, на территории 2 пожарной части Октябрьского района | 56°07′20″ с. ш. 40°24′04″ в. д. |      |
| Православие                                | Церковь Николая Чудотворца (Николо-Галейская, Николы Мокрого в Галеях)                             | 1735                                                              | Николо-Галейская улица                                                        | 56°08′30″ с. ш. 40°23′37″ в. д. |      |
| Православие                                | Церковь Николая Чудотворца (Николо-Кремлёвская)                                                    | 1761                                                              | Большая Московская улица, 66А                                                 | 56°07′51″ с. ш. 40°24′43″ в. д. |      |
| Православие                                | Церковь Николая Чудотворца в Кусуново                                                              | 1721                                                              | мкрн. Кусуново                                                                | 56°07′11″ с. ш. 40°30′13″ в. д. |      |
| Православие                                | Церковь Николая Чудотворца при Владимирском централе                                               | 1990-е                                                            | Большая Нижегородская улица, 67 (Владимирский централ)                        | 56°08′29″ с. ш. 40°26′00″ в. д. |      |
| Православие                                | Храмовый комплекс: церкви Николая Чудотворца и Спаса Преображения (Спасская церковь)               | 1699                                                              | Спасская улица, 8                                                             | 56°07′32″ с. ш. 40°23′59″ в. д. |      |
| Православие                                | Церковь Пантелеимона Целителя при Приюте слепых детей                                              | 1900                                                              | Стрелецкая улица, 42                                                          | 56°07′52″ с. ш. 40°22′51″ в. д. |      |
| Православие                                | Церковь Пантелеимона Целителя при военном лазарете Первой гренадерской бригады                     | 1914                                                              | Красноармейская улица, 28                                                     | 56°07′46″ с. ш. 40°22′13″ в. д. |      |
| Православие                                | Церковь Петра и Павла при инвалидном доме (больница «Белый корпус»)                                | 1799—1802                                                         | Большая Нижегородская улица, 65                                               | 56°08′22″ с. ш. 40°25′58″ в. д. |      |
| Православие                                | Поклонный Крест-часовня на месте храма Жен-Мироносиц                                               | 2003                                                              | улица Карла Маркса                                                            | 56°07′55″ с. ш. 40°25′12″ в. д. |      |
| Православие                                | Церковь Ризоположения в Золотых воротах (Положения честной ризы Пресвятой Богородицы во Влахерне)  | Между 1795 и 1810                                                 | Большая Московская улица, Золотые ворота                                      | 56°07′36″ с. ш. 40°23′48″ в. д. |      |
| Православие                                | Церковь Рождества Пресвятой Богородицы в Ковергино (микрорайон Ширманиха)                          | Между 1845 и 1856                                                 | мкрн. Ширманиха, урочище Гвардино                                             | 56°07′23″ с. ш. 40°39′14″ в. д. |      |
| Православие                                | Церковь Сретения Владимирской иконы Божией Матери (Сретенская церковь)                             | 1807                                                              | улица Ломоносова, 17а                                                         | 56°07′36″ с. ш. 40°22′40″ в. д. |      |
| Православие                                | Церковь Сретения Господня при мужском духовном училище                                             | 1906                                                              | улица Луначарского                                                            | 56°08′11″ с. ш. 40°24′41″ в. д. |      |
| Православие                                | Церковь Троицы Живоначальной                                                                       | Между 1740 и 1746                                                 | Музейная улица, 8                                                             | 56°07′54″ с. ш. 40°24′30″ в. д. |      |
| Старообрядчество (белокриницкого согласия) | Троицкая церковь (Церковь Троицы Живоначальной красная)                                            | 1913-1916                                                         | Дворянская улица, 2                                                           | 56°07′35″ с. ш. 40°23′47″ в. д. |      |
| Православие                                | Церковь Усекновения главы Иоанна Предтечи (Никитская церковь)                                      | 1765                                                              | Княгининская улица, 8                                                         | 56°07′51″ с. ш. 40°23′52″ в. д. |      |
| Православие                                | Церковь Успения Пресвятой Богородицы при воинском кладбище                                         | 1913—1914                                                         | Красноармейская улица, территория воинского городка                           | 56°07′48″ с. ш. 40°22′01″ в. д. |      |
| Православие                                | Кафедральный собор Успения Пресвятой Богородицы (Успенский собор)                                  | 1158                                                              | Соборная площадь                                                              | 56°07′37″ с. ш. 40°24′33″ в. д. |      |
| Старообрядчество (белокриницкого согласия) | Церковь Успения Пресвятой Богородицы (Успенская, Богородицкая церковь)                             | 1649                                                              | Большая Московская улица, 106А                                                | 56°07′55″ с. ш. 40°24′13″ в. д. |      |
| Православие                                | Церковь Успения Пресвятой Богородицы 10-го гренадёрского малороссийского полка                     | 1906                                                              | Манежный тупик, 2в                                                            | 56°07′48″ с. ш. 40°22′01″ в. д. |      |
| Православие                                | Часовня Христины при Областной психиатрической больнице № 1                                        | ?                                                                 | Большая Нижегородская улица, 63и                                              | 56°08′24″ с. ш. 40°25′51″ в. д. |      |
| Православие                                | Церковь Бориса и Глеба                                                                             | Между 1743 и 1755                                                 | Большая Московская улица, 62, парк «Липки»                                    | 56°07′41″ с. ш. 40°24′37″ в. д. |      |
| Православие                                | Церковь(старая) иконы Божией Матери «Знамение» (Пятницкая, Знаменская церковь)                     | 1770                                                              | Большая Московская улица, 32                                                  | 56°07′41″ с. ш. 40°24′12″ в. д. |      |
| Православие                                | Церковь Илии Пророка (Ильинская церковь)                                                           | 1773                                                              | Большая Московская улица, 75а                                                 | 56°08′03″ с. ш. 40°25′08″ в. д. |      |
| Православие                                | Церковь Иоанна Богослова (Троицкая церковь)                                                        | 1775                                                              | Большая Московская улица, 92а                                                 | 56°08′01″ с. ш. 40°25′10″ в. д. |      |
| Православие                                | Церковь Николая Чудотворца (Николо-Златовратская церковь)                                          | Между 1690 и 1710                                                 | Большая Московская улица, 9                                                   | 56°07′39″ с. ш. 40°23′57″ в. д. |      |
| Православие                                | Церковь Сергия Радонежского (Сергиевская церковь, Красная церковь)                                 | 1779                                                              | Большая Московская улица, 104                                                 | 56°08′02″ с. ш. 40°25′18″ в. д. |      |
| Православие                                | Церковь Спаса Преображения при 9-м гренадерском Сибирском полку                                    | 1893                                                              | точное месторасположение не установлено                                       |                                 |      |
| Пятидесятники                              | Церковь христиан веры евангельской пятидесятников «Ассамблея Бога»                                 | -                                                                 | улица Лермонтова, 26Г                                                         | 56°08′56″ с. ш. 40°25′50″ в. д. |      |
| Часовня на Голгофе                         | Часовня на Голгофе                                                                                 | -                                                                 | улица Разина, 75                                                              | 56°07′01″ с. ш. 40°21′28″ в. д. |      |
| Церковь адвентистов седьмого дня           | Церковь Христиан Адвентистов Седьмого Дня                                                          | -                                                                 | Садовая улица, 42                                                             | 56°07′33″ с. ш. 40°22′41″ в. д. |      |